# 劉聿綺
劉聿綺，中華民國外交官。淡江大學拉丁美洲研究所碩士畢業、曾任外交部中南美司科長、駐薩爾瓦多外交官、外交部拉丁美洲及加勒比海司副司長等職務，現任駐智利臺北經濟文化辦事處公使銜代表。

## 職業生涯
註：以下外文皆為西班牙语。
2020年10月，外交部拉丁美洲及加勒比海司長俞大㵢、副司長劉聿綺等官員，以及智利駐台代表康士廷（Agustin Alejandro Cases Nardocci）等人，共同見證中華奧林匹克委員會與智利奥林匹克委员会異地簽署雙邊合作協議；2022年8月，外交部國際合作及經濟事務司長蔡允中、駐智利代表劉聿綺，以及智利駐台代表史密特（Fernando Mariano Schmidt Hernández）等人，共同見證台北市進出口商業同業公會與智利全國水果生產商聯盟（Federación de Productores de Fruta de Chile, FEDEFRUTA）異地簽署合作備忘錄。
2022年3月，駐智利代表劉聿綺代表外交部頒授「睦誼外交獎章」予智利眾議院友台小組主席希梅內斯。